# Zelovich Kornél

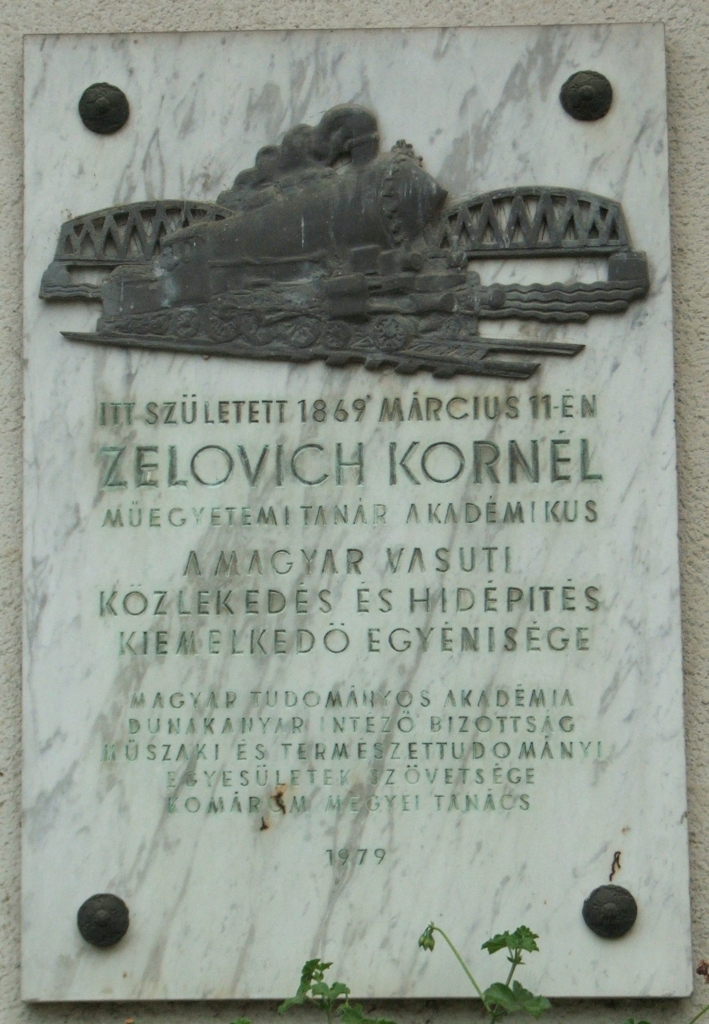
Emléktáblája dömösi szülőházának falán, 1981 (Csúcs Ferenc alkotása)

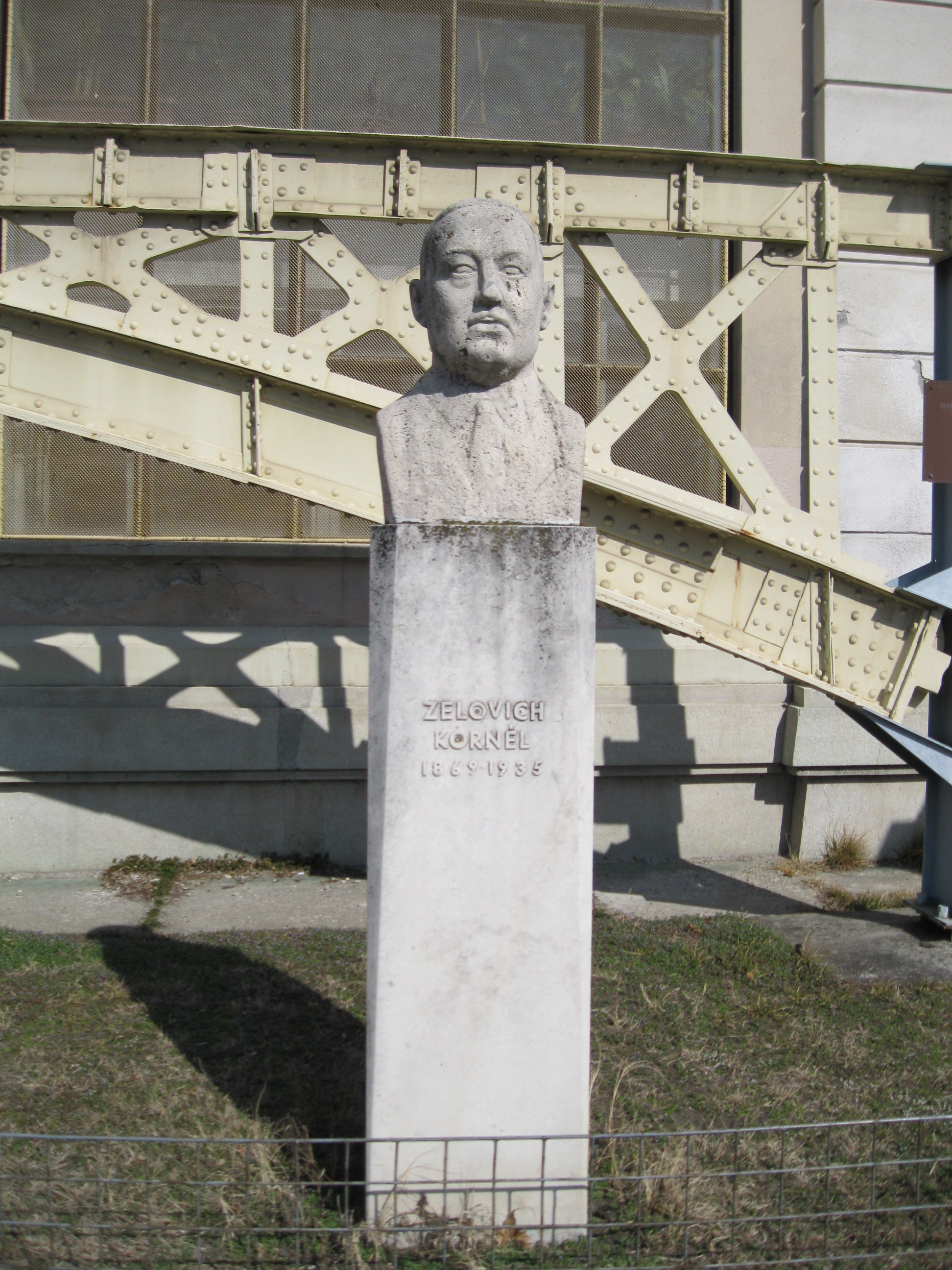
Zelovich Kornél mellszobra, Budapest XIV. kerülete, Városliget, Közlekedési Múzeum

Zelovich Kornél (Dömös, 1869. március 11. – Budapest, 1935. április 10.) mérnök, műegyetemi tanár, az MTA tagja.

## Élete
Zelovich Gábor és Burián Cecília fiaként született. Mérnöki oklevelét a Műegyetemen szerezte 1891-ben. 1894-től különböző beosztásokban a MÁV-nál dolgozott, 1910-től igazgatóhelyettesként. 1914-től a Műegyetemen a közlekedésügy és vasútépítéstan tanára, 1921–1923 között a Műegyetem rektora volt. 1901-től 1905-ig a Magyar Mérnök- és Építész-Egylet könyvtárosa; 1905-től az egyesület főtitkára volt. Halálát szívszélhűdés okozta. Felesége Cholnoky Mária Irén Franciska volt.

## Munkássága
A közlekedésügy és vasútépítés területén működött. 1903-ban kidolgozta „A vasúti hidak méretezéséről, forgalombahelyezéséről és időszakos vizsgálatáról” szóló szabályrendeletet. 1899. november 18-án a Lánchíd ötvenéves fennállása alkalmából a Magyar Mérnök- és Építész-Egylet ünnepi ülésén javasolta, hogy a hidat Széchenyi lánchídnak nevezzék. Javaslata a híd 1914–1915. évi felújítása után vált valóra, ettől kezdve nevezték Széchenyi lánchídnak.
A vasúti vashidakban megengedhető igénybevételek tárgyában 1907-ben írt értekezését a Magyar Tudományos Akadémia pályadíjjal jutalmazta. Az 1926. január 3–8. között Budapesten tartott Természet-, Orvos-, Műszaki- és Mezőgazdaságtudományi Országos Kongresszuson január 6-án a műszaki szakosztály tárgyalásai keretében előterjesztést nyújtott be a magyar technikai múzeum ügyében. Gyakran írt tanulmányt a Magyar Mérnök- és Építész-Egylet Közlönye számára (melynek 1906–1908 között szerkesztője volt), így 1907-ben  A vasúti vashidakban megengedhető igénybevétel (131-177. p.), 1912-ben a  Nagyvasutak gazdaságos üzeme (49-70, 73-87. p.), 1927-ben A tudományos technika úttörői [az MMÉE 60. évfordulóján tartott ünnepi beszéd] (317-326. p.), végül 1935-ben jelent meg az őt búcsúztató nekrológ (157-158. p.). Jelentős szakmai irodalmi munkásságot fejtett ki, számos technikatörténeti mű szerzője.

## Főbb művei
- Középítési vasszerkezetek (Bp., 1896)
- A budapesti Lánchíd (Bp., 1899)
- Jelentés a vasúti vashidak méretezése, forgalombahelyezése és időszakos vizsgálata tárgyában (A vonatkozó rendelettervezet megoldása.) Bp., 1903.
- A vasúti vashidakban megengedhető igénybevétel (Bp., 1907)
- A vasút (Bp., 1913)
- Széchenyi mérnöki alkotásai (Bp., 1921)
- A m. kir. József-műegyetem és a hazai technikai felsőoktatás története (Bp., 1922)
- Széchenyi és a magyar közlekedésügy (Bp., 1925)
- A magyar vasutak története (Bp., 1925)
- A százesztendős vasút (Bp., 1925)
- A Magyar Tudományos Akadémia hatása a technikai tudományok fejlődésére (Bp., 1928)
- A jövő energiaforrásai (Bp., 1928)
- A tudományos technika magyar úttörői. In: Technikai fejlődésünk története 1867-1927. (Bp., 1929.) 13-106.
- Budapest közlekedése (Bp., 1934)